# Harry Govers
Henricus Johannes Petrus Maria (Harry) Govers (Tilburg, 24 mei 1947) is een Nederlandse zanger, producer en liedjesschrijver.

## Biografie
Govers begon op zijn veertiende met het schrijven van liedjes. Zoals zo menig knaap in het katholieke zuiden zong hij in het kerkkoor en werd hij actief in het componeren van missen en carnavalsnummers. Verder was hij actief in de amusementsindustrie en maakte hij een aantal lp' s met accordeonmuziek. Een van de deuntjes ("Holiday alias Toni Bravo") werd een hit (1972) en belandde op de dertiende plaats van de Nederlandse hitparade. Hij begeleidde artiesten als Ben Cramer, Ria Valk, Zangeres Zonder Naam, Ronnie Tober, Saskia & Serge, Rita Hovink en Fred Kaps. Ook maakte hij producties samen met Johnny Hoes, Annie de Reuver en Pierre Kartner.

### Gospelscene
Vanaf 1975 begon hij met het schrijven van gospelmuziek, kinderliedjes, filmmuziek en arrangeerde hij daarnaast veel voor combo's en grote orkesten. Vooral bij de Evangelische Omroep was hij van 1975 tot 1993 actief. Zo trad hij in 1978, 1979 en 1980 op tijdens de EO-Jongerendag, schreef hij voor kinderprogramma's als Grabbelton, Ik ben Benjamin Ben, Wolkenwagen, D'r kan nog meer bij en de EO Kinderkrant talloze liedjes. Hij arrangeerde voor het EO-radio en -televisieorkest Psalter. Dit orkest onder zijn leiding was van 1981 tot 1991 wekelijks op de radio te beluisteren. Ook maakte het orkest tournees naar Canada, Amerika en Zweden.
Govers deed veel indubwerk in een groot aantal studio's. Samen met zijn vrouw Marijke trad hij op in diverse landen in Europa, vooral in de Duitssprekende landen. Destijds was hij een van de toonaangevende artiesten die in de jaren zeventig een nieuwe impuls gaf aan het Nederlandse gospellied. Als zangduo van dit christelijke muziekgenre zijn zij bekend en nemen nog regelmatig cd's voor diverse platenmaatschappijen op. In de afgelopen jaren legde Harry Govers zich toe op het produceren van accordeonmuziek, het begeleiden en coachen van nieuw talent en het componeren van Nederlandstalige liedjes.
- International Standard Name Identifier: 0000 0003 9058 4523
- Nederlandse Thesaurus van Auteursnamen: 071252711
- Virtual International Authority File: 284259260